# Plantenstedt
Plantenstedt var en svensk adelsätt, som levde i ett år och nio dagar.
Ättens stamfader var rådmannen i Gävle stad på 1500-talet Olof Mårtensson eller Matsson, som var gift med Karin Andersdotter Grubb från Grubbe i Umeå. En av deras söner, Martinus Olai Gestricius, var far till ärkebiskop Olaus Martini. En annan son, Laurentius Olai Gestricius, var den förste rektorn över skolan i Gävle. 
Den tredje sonen, Petrus Olai Gestricius, blev efter studier och en magisterexamen i Tyskland skolrektor i Gävle, men avsattes sedan han vägrade underteckna Johan III:s liturgi. Han ska då ha suttit fängslad på Stockholms slott och sedan sysslat med jordbruk. Enligt en legend som återberättas  av Gabriel Anrep ska han själv ha plöjt sin åker när en enspännare ska ha nått honom med en fullmakt från kungen på Njurunda pastorat. 1593 undertecknade han beslutet från Uppsala möte, och blev året därpå kyrkoherde i Umeå socken, där han 1607 avled. Anrep uppger att han var gift med Catharina Mårtensdotter, dotter till kyrkoherden Martinus Laurentii i Torp, Medelpad, medan Bygdéns herdaminne uppger att hon hette Malin Nilsdotter och var borgmästardotter från Gävle.
En av deras söner Olaus Petri Njurenius, studerade i Helmstedt och blev sedan skolrektor i Gävle med Hille som prebende, och sist kyrkoherde och prost i Umeå socken. Herdaminnet uppger att det var på hans inrådan som Johan Skytte inrättade lappskolan i Lycksele. Njurenius författade också läroböcker samt Lapplandsbeskrifning. Hans första hustru var Barbara Kenicia, vars far Petrus Kenicius var ärkebiskop. Andra hustrun Malin Zachrisdotter var på mödernet släkt med förra via Bureätten, såsom systerdotter till Olof, Jonas och Anders Bure. Olaus Njurenius barn i båda äktenskapen upptog namnet Plantin och Plantinus.
I Olaus Njurenius andra äktenskap föddes Ericus Olai Plantin, som efter studier i Uppsala och Tyskland blev regementspredikant vid överste Rosenschantz' regemente. Invånarna i Umeå socken begärde sedan honom till sin kyrkoherde och prost, och han antog posten 1661. Den befattningen skötte han parallellt med en tjänst som inspektor över Lycksele lappskola. I sin roll som kyrkoherde hade han en stark ställning, och uteslöt underlagmannen Jacob Grubb från nattvarden för att denne låg i tvist med Plantinus svåger Axel Orm, samt skickades som representant för prästerskapet att bevista kröningen av Karl XI i Uppsala. Plantinus första hustru Anna Larsdotter Burman, faster till professor Eric Burman, var släkt på långt håll. Med henne fick han bland annat sonen Olof Plantin.
Olof Plantin studerade först vid Uppsala universitet och fortsatte studierna som auskultant vid Svea hovrätt 1694. han blev först handlingsskrivare där, 1710 notarie, 1716 assessor och 1718 lagman i Västerås. Han adlades 28 juni 1720 med namnet Plantenstedt och introducerades samma år på nummer 1623. Den 7 juli 1721 omkom Olof Plantenstedt då han fick båda benen överkörda av en vagn, och han slöt då ogift sin adliga ätt, troligen den mest kortlivade adelsätten i Sveriges historia.